# Larentia limonodes
Larentia limonodes är en fjärilsart som beskrevs av Edward Meyrick 1887. Larentia limonodes ingår i släktet Larentia och familjen mätare. Inga underarter finns listade i Catalogue of Life.